# Тихув
Тихув (пол. Tychów) — село в Польщі, у гміні Чарноцин Пйотрковського повіту Лодзинського воєводства.
Населення — 294 особи (2011).
У 1975-1998 роках село належало до Пйотрковського воєводства.

## Демографія
Демографічна структура станом на 31 березня 2011 року:
|          | Загалом | Допрацездатний вік | Працездатний вік | Постпрацездатний вік |
| -------- | ------- | ------------------ | ---------------- | -------------------- |
| Чоловіки | 144     | 34                 | 91               | 19                   |
| Жінки    | 150     | 32                 | 87               | 31                   |
| Разом    | 294     | 66                 | 178              | 50                   |